# 三簾真也
三簾 真也（みす しんや）は、日本の漫画家。

## 作品リスト

### 連載
- 水女神は今日も恋をするか？（『週刊少年サンデー 』2019年7号[3] - 34号）
- お湯でほころぶ雪芽先輩（『COMICメテオ』2020年9月23日[4] - 2022年2月22日）
- 幼馴染とはラブコメにならない（『マガジンポケット』2022年3月22日 - ）[2] - 2026年にテレビアニメ放送予定[5]。

### 読み切り
- ブリキヲ（『ジャンプSQ.』2012年3月号）
- 電脳ジェイルバード（『ジャンプSQ.』2013年10月号）
- コドモの神様（『週刊少年サンデー』2015年43号[6]）
- 幼馴染の可憐なる変身（『週刊少年サンデー』2018年11号）

### 書籍
- 『水女神は今日も恋をするか？』、小学館〈少年サンデーコミックス〉2019年、全3巻
  1. 2019年4月18日発売[7]、ISBN 978-4-09-129139-4
  2. 2019年7月18日発売[8]、ISBN 978-4-09-129307-7
  3. 2019年8月16日発売[9]、ISBN 978-4-09-129369-5
- 『お湯でほころぶ雪芽先輩』、フレックスコミックス〈メテオCOMICS〉2021年 - 2022年、全3巻
- 『幼馴染とはラブコメにならない』、講談社〈KCデラックス〉2022年 - 刊行中、既刊16巻（2025年6月9日現在）